# Невідник Тетяна Леонтіївна
Тетяна Леонтіївна Невідник (нар. 20 січня 1951, Орлик, тепер Кобеляцького району Полтавської області) — українська радянська діячка, доярка колгоспу «Маяк» Кобеляцького району Полтавської області. Депутат Верховної Ради УРСР 10—11-го скликань.

## Біографія
Освіта середня.
З 1967 року — ланкова комплексної бригади, з 1973 року — доярка колгоспу «Маяк» села Орлик Кобеляцького району Полтавської області.
Потім — на пенсії в селі Орлик Кобеляцького району Полтавської області.

## Нагороди
- ордени
- медалі